# Carlos Miguel Aidar
Carlos Miguel Castex Aidar (São Paulo, 25 de agosto de 1946) é um advogado formado pela Universidade Presbiteriana Mackenzie, especializou-se em Direito Processual Civil pela Pontifícia Universidade Católica de São Paulo. Na área acadêmica, atuou como professor da disciplina de Direito Desportivo na Faculdade de Direito da Universidade Presbiteriana Mackenzie e de Direito Processual Civil na Faculdade de Direito da Pontifícia Universidade Católica de São Paulo. Publicou o livro “Curso de Direito Desportivo” (Editora Ícone), coordenou outros livros na área do Direito Desportivo e possui diversos artigos e capítulos publicados em diversas obras nacionais e estrangeiras. Além disso, integrou a Comissão de Estudos Jurídicos Desportivos (CEJD) no Ministério do Esporte, tendo sido autor do anteprojeto da lei Pelé, e foi co-fundador da Associação Brasileira de Arbitragem - ABAR.
Foi dirigente esportivo brasileiro e ex-presidente do São Paulo Futebol Clube. Foi presidente da OAB - Seção São Paulo entre 2001 e 2003.

## Vida
Filho do ex-presidente do São Paulo de extração libanesa Henri Aidar, logo começou carreira como dirigente esportivo. Além de presidente do São Paulo por dois mandatos, entre 1984 e 1988, foi o idealizador, cofundador e presidente do Clube dos 13, entidade que reúne os maiores clubes do futebol brasileiro que teve como uma das principais metas organizar a Copa União de 1987 que representaria o Campeonato Brasileiro desse ano. Era conhecido também por ter sido um dos maiores defensores do título de Campeão Brasileiro em favor do Flamengo, justamente pelo fato desse clube achar que realmente venceu a Copa União de 1987. Aos 37 anos de idade, foi o mais jovem presidente do São Paulo.
Ao final de seu segundo mandato como presidente do São Paulo, elegeu-se presidente do Conselho Deliberativo do clube (mandato de 1988 a 1990) e conseguiu fazer seu sucessor, Juvenal Juvêncio. 
Em 2014 disputou novamente a presidência do São Paulo, tendo como adversário Kalil Rocha Abdalla. No dia 16 de abril, foi eleito novamente presidente do São Paulo, para o triênio 2014-2017. Entretanto, Abdalla sabendo da derrota iminente, retirou-se da disputa no último momento como forma de jogada política e deixou Aidar como chapa única.
Em 13 de outubro de 2015, após várias polêmicas ao longo de seu mandato, renunciou a presidência do São Paulo Futebol Clube. O estopim foi uma gravação feita por Ataíde Gil Guerreiro, ex-vice de futebol, na qual Aidar supostamente confessaria práticas de corrupção no comando do clube. Entre elas, a de desvio de dinheiro em diversas negociações de jogadores.
Em 2016 Carlos Miguel Castex Aidar fundou o escritório Aidar Advogados, tendo sido antes sócio dos escritórios Aidar SBZ Advogados, Felsberg, Pedretti, Mannrich e Aidar - Advogados e Consultores Legais e Advocacia Aidar - Mariz.
Atualmente é membro da Ordem dos Advogados do Brasil, Seccionais de São Paulo, Brasília e Rio de Janeiro, membro da Associação dos Advogados de São Paulo, do Instituto dos Advogados de São Paulo, da União Internacional dos Advogados e da International Sports Law.